# Lijst van voetbalinterlands Brazilië - Italië
Deze lijst van voetbalinterlands is een overzicht van alle officiële voetbalwedstrijden tussen de nationale teams van Brazilië en Italië. De landen speelden tot op heden zestien keer tegen elkaar. De eerste ontmoeting was een halve finale tijdens het Wereldkampioenschap voetbal 1938 op 16 juni 1938 in Marseille (Frankrijk). Het laatste duel, een groepswedstrijd tijdens de FIFA Confederations Cup 2013, werd gespeeld in Salvador op 22 juni 2013.

## Wedstrijden
| №  | Plaats         | Datum            | Competitie                   | Wedstrijd         | Uitslag |
| -- | -------------- | ---------------- | ---------------------------- | ----------------- | ------- |
| 1  | Marseille      | 16 juni 1938     | WK 1938                      | Italië − Brazilië | 2 − 1   |
| 2  | Milaan         | 25 april 1956    | Vriendschappelijk            | Italië − Brazilië | 3 − 0   |
| 3  | Rio de Janeiro | 1 juli 1956      | Vriendschappelijk            | Brazilië − Italië | 2 − 0   |
| 4  | Milaan         | 12 mei 1963      | Vriendschappelijk            | Italië − Brazilië | 3 − 0   |
| 5  | Mexico-Stad    | 21 juni 1970     | WK 1970                      | Brazilië − Italië | 4 − 1   |
| 6  | Rome           | 9 juni 1973      | Vriendschappelijk            | Italië − Brazilië | 2 − 0   |
| 7  | New Haven      | 31 mei 1976      | Vriendschappelijk            | Italië − Brazilië | 1 − 4   |
| 8  | Buenos Aires   | 24 juni 1978     | WK 1978                      | Brazilië − Italië | 2 − 1   |
| 9  | Barcelona      | 5 juli 1982      | WK 1982                      | Italië − Brazilië | 3 − 2   |
| 10 | Bologna        | 14 oktober 1989  | Vriendschappelijk            | Italië − Brazilië | 0 − 1   |
| 11 | Pasadena       | 17 juli 1994     | WK 1994                      | Brazilië − Italië | 0 − 0   |
| 12 | Lyon           | 8 juni 1997      | Vriendschappelijk            | Italië − Brazilië | 3 − 3   |
| 13 | Londen         | 10 februari 2009 | Vriendschappelijk            | Brazilië − Italië | 2 − 0   |
| 14 | Pretoria       | 21 juni 2009     | FIFA Confederations Cup 2009 | Italië − Brazilië | 0 − 3   |
| 15 | Genève         | 21 maart 2013    | Vriendschappelijk            | Italië − Brazilië | 2 − 2   |
| 16 | Salvador       | 22 juni 2013     | FIFA Confederations Cup 2013 | Italië − Brazilië | 2 − 4   |

## Samenvatting
| Competitie              | Totaal gespeeld | Winst Brazilië | Gelijk | Winst Italië | Doelsaldo Brazilië – Italië |
| ----------------------- | --------------- | -------------- | ------ | ------------ | --------------------------- |
| WK-eindronde            | 5               | 2              | 1      | 2            | 9 − 7                       |
| FIFA Confederations Cup | 2               | 2              | 0      | 0            | 7 − 2                       |
| Vriendschappelijk       | 9               | 4              | 2      | 3            | 14 − 14                     |
| Totaal                  | 16              | 8              | 3      | 5            | 30 − 23                     |

Wedstrijden bepaald door strafschoppen worden, in lijn met de FIFA, als een gelijkspel gerekend.

## Details

### Eerste ontmoeting
| WK 1938 (Marseille, Frankrijk, 16 juni 1938): |              | |
| Italië | 2 – 1        | Brazilië |
| Gino Colaussi 51' Giuseppe Meazza 60' (pen.) | goals        | 87' Romeu |
| Vittorio Pozzo | bondscoach   | Ademar Pimente |
| Aldo Olivieri Alfredo Foni Pietro Rava Pietro Serantoni Michele Andreolo Ugo Locatelli Amedeo Biavati Giuseppe Meazza Silvio Piola Giovanni Ferrari Gino Colaussi | opstellingen | Válter Domingos da Guia Machado II Zezé Procópio Martim Silveira Afonsinho Lopes Luizinho Oliveira Romeu Pelliciari Perácio Patesko |

### Elfde ontmoeting
| Finale WK 1994 (Pasadena, Verenigde Staten, 17 juli 1994):                                                    |                     | |
| Brazilië | 0 – 0               | Italië |
| | goals               | |
| Márcio Santos Romário Branco Dunga                                                                            | strafschoppen 3 – 2 | Franco Baresi Demetrio Albertini Alberigo Evani Daniele Massaro Roberto Baggio |
| Carlos Alberto Parreira                                                                                       | bondscoach          | Arrigo Sacchi |
| Claudio Taffarel Jorginho 21' Aldair Márcio Santos Branco Mauro Silva Dunga Zinho 106' Mazinho Bebeto Romário | opstellingen        | Gianluca Pagliuca 34' Roberto Mussi Franco Baresi Antonio Benarrivo Paolo Maldini Roberto Donadoni Demetrio Albertini 95' Dino Baggio Daniele Massaro Roberto Baggio Nicola Berti |
| Cafú 21' Viola 106'                                                                                           | wissels             | 34' Luigi Apolloni 95' Alberigo Evani |
| Mazinho 4' Cafú 87'                                                                                           | gele kaarten        | 41' Luigi Apolloni 42' Demetrio Albertini |

### Veertiende ontmoeting
| FIFA Confederations Cup 2009 (Tshwane/Pretoria, Zuid-Afrika, 21 juni 2009): |              | |
| Italië | 0 – 3        | Brazilië |
| | goals        | 37' Luís Fabiano 43' Luís Fabiano 45' (e.d.) Andrea Dossena                                                         |
| Marcello Lippi | bondscoach   | Dunga |
| Gianluigi Buffon Gianluca Zambrotta Fabio Cannavaro Giorgio Chiellini Andrea Dossena Mauro Camoranesi Andrea Pirlo Daniele De Rossi Riccardo Montolivo 46' Vincenzo Iaquinta 38' Luca Toni 57' | opstellingen | Júlio César Maicon Lúcio 24' Juan André Santos Felipe Melo 84' Gilberto Silva Kaká 86' Ramires Luís Fabiano Robinho |
| Giuseppe Rossi 38' Simone Pepe 46' Alberto Gilardino 57' | wissels      | 24' Luisão 84' Kléberson 86' Josué                                                                                  |
| Giorgio Chiellini 49' Andrea Dossena 81' | gele kaarten | |

### Zestiende ontmoeting
| FIFA Confederations Cup 2013 (Salvador, Brazilië, 22 juni 2013): |              | |
| Italië | 2 – 4        | Brazilië |
| Emanuele Giaccherini 51' Giorgio Chiellini 71' | goals        | 45+1' Dante 55' Neymar 66' Fred 89' Fred                                                                        |
| Cesare Prandelli | bondscoach   | Luiz Felipe Scolari                                                                                             |
| Gianluigi Buffon Leonardo Bonucci Giorgio Chiellini Ignazio Abate 30' Mattia De Sciglio Alberto Aquilani Riccardo Montolivo 26' Claudio Marchisio Antonio Candreva Alessandro Diamanti 72' Mario Balotelli | opstellingen | Júlio César Dani Alves Thiago Silva 34' David Luiz Marcelo Hernanes Oscar Luiz Gustavo Fred 69' Neymar 76' Hulk |
| Emanuele Giaccherini 26' Christian Maggio 30' Stephan El Shaarawy 72' | wissels      | 34' Dante 69' Bernard 76' Fernando                                                                              |
| Claudio Marchisio 40' | gele kaarten | 8' David Luiz 29' Neymar 44' Luiz Gustavo                                                                       |